# Carmelo Robledo
Carmelo Robledo est un boxeur argentin né le 13 juillet 1912 à Buenos Aires et mort en 1981.

## Biographie
Quart de finaliste aux Jeux d'Amsterdam en 1928 dans la catégorie poids coqs, il devient champion olympique des poids plumes aux Jeux de Los Angeles en 1932 en s'imposant en finale contre l'allemand Josef Schleinkofer.

## Parcours auxJeux olympiques
5e aux Jeux olympiques d'été de 1928 à Amsterdam (poids coqs) :
- Bat Emiel Van Rumbecke (Belgique) aux points
- Perd contre Frank Traynor (Irlande) aux points

 Jeux olympiques d'été de 1932 à Los Angeles (poids plumes) :
- Bat Ernest Smith (Irlande) aux points
- Bat Allan Carlsson (Suède) aux points
- Bat Josef Schleinkofer (Allemagne) aux points